# Atomnaja energija
Atomnaja ėnergija (russisch Атомная энергия, deutsch Atomenergie) ist eine sowjetische und russische monatliche theoretische und wissenschaftlich-technische Zeitschrift, die Artikel und Übersichtsartikel veröffentlicht, die sich mit den neuesten Entwicklungen bei der friedlichen Nutzung der Atomenergie befassen. Das umspannt Fragen der russischen Kernenergie, der Reaktorphysik und Reaktortechnik. Alle Artikel werden von Experten begutachtet („peer-reviewed“). Die Zeitschrift ist in vielen internationalen Zitierdatenbanken enthalten.
Übersetzungen ins Englische erschienen von 1956 bis 1963 in der Fachzeitschrift The Soviet journal of atomic energy, von 1963 bis 1992 in Soviet atomic energy (ISSN: 0038-531x) und seit 1992 in Atomic energy (Standard-ISSN: 1573-8205). 
Die bibliometrische Bewertungsgröße Impact Factor für die englischsprachige Ausgabe Atomic energy hatte folgende Werte: 0.302 (2018), der Fünfjahres-Impact-Factor 0.252 (2018) Zitate pro Artikel. Die Zeitschrift wird als Open Access veröffentlicht.
Der Chefredakteur N. N. Ponomarjow-Stepnoi (* 1928) ist ein sowjetischer und russischer Reaktorphysiker, Mitglied der Russischen Akademie der Wissenschaften (seit 1991), Mitglied der Akademie der Wissenschaften der UdSSR (seit 1987), Doktor der technischen Wissenschaften und Professor. Er ist Preisträger des Lenin-Preises (1985) und des Staatspreises der UdSSR.

## Konzeption der Zeitschrift
Im Einzelnen werden vom Verlag selbst folgende Fachgebiete genannt, zu denen Artikel und Übersichtsartikel veröffentlicht werden:
- Allgemeine Probleme bei der Nutzung der Atomenergie.
- Physikalische und technische Probleme der Kernenergie. Reaktortheorie, Experiment, Modellierung, Codes.
- Neutronenphysik, Minore Actinoide und Spaltprodukte, Strahlungsausbreitung, Physik der Strahlenschäden, Thermophysik, Hydrodynamik, Mechanik und Festigkeit, Energieumwandlung, Thermodynamik.
- Nukleare Sicherheit und Strahlenschutz: Abschirmung von Strahlung, Dosimetrie.
- Kernreaktoren: Design, Prozesse.
- Kernbrennstoff, Baumaterialien, Kühlmittel. Materialwissenschaft für Kernreaktoren.
- Kernkraftwerke. Planung, Bau, Betrieb, Stilllegung.
- Kernbrennstoffkreislauf: Ressourcen, Produktion, Anreicherung, Entwicklung und Produktion von Brennstoffen, Entsorgung abgebrannter Brennelemente, Wiederaufarbeitung abgebrannter Brennelemente, Entsorgung radioaktiver Produkte und Abfall.
- Radioökologie und Umweltschutz.
- Radioaktive Isotope und Strahlungsquellen. Herstellung und Verwendung.
- Thermonukleare Anlagen.
- Elektrophysikalische Technologien der Kernenergie.
- Nukleare Instrumentierung, Strahlungstechnologie, Beschleuniger für geladene Teilchen.
- Prozesse, Kontrollsysteme und Schutz von kerntechnischen Anlagen.
- Ökonomie der Kernenergie.
- Sanierung kontaminierter Gebiete.
- Nichtweiterverbreitung von Kernmaterial und -technologien. Kontrolle, Erfassung, physischer Schutz.

Die Zeitschrift deckt damit die Themenkreise von drei der von der American Nuclear Society herausgegebenen Zeitschriften ab: Nuclear Science and Engineering (ab 1956), Nuclear Technology (zuerst 1965 als Nuclear Applications) und Fusion Science and Technology (zuerst ab 1981 als Nuclear Technology - Fusion).

## Open-Access-Richtlinie
Diese Zeitschrift bietet direkten offenen Zugang zu seinen Inhalten, basierend auf dem folgenden Prinzip: Der freie offene Zugang zu Forschungsergebnissen trägt zu einer Steigerung des globalen Wissensaustauschs bei.

## Indexierung
Die Zeitschrift Atomic Energy wird in folgenden bibliographischen Datenbanken und Zitationsdatenbanken indexiert (Auswahl):
- INIS Atomindex
- Inspec
- Chemical Abstracts Service
- Ei Compendex
- Science Citation Index
- SCOPUS

Die sog. Titelinformationen der Zeitschriften Atomnaja ėnergija und Atomic Energy und die wissenschaftlichen Bibliotheken in Deutschland und Österreich, in denen die Zeitschriften vorhanden sind, können in der Zeitschriftendatenbank (ZDB)  nachgeschlagen werden.